# Крейтон, Пи Ви
Пи Ви Крейтон (англ. Pee Wee Crayton, настоящее имя Конни Кёртис Крейтон (англ. Connie Curtis Crayton); 18 декабря 1914, Рокдейл, Техас, США — 25 июня 1985, Лос-Анджелес, Калифорния, США) — американский блюзовый гитарист, певец и автор песен. Номинант Blues Music Awards в номинациях «Перевыпущенный альбом» (2000), «Исторический блюзовый альбом» (2015). Член Зала славы блюза (2019). Считается, что он был первым блюзовым гитаристом, который использовал Fender Stratocaster, и играл на той гитаре, которую ему подарил Лео Фендер в 1954 году, за полгода до начала массовой продажи 

## Биография
Пи Ви Крейтон родился в в Либерти-Хилл, рядом с Рокдейлом, штат Техас в 1914 году. Прозвище Пи Ви дал ему отец в честь местного пианиста. Крейтон начал заниматься музыкой в раннем возрасте, соорудив самодельный инструмент, похожий на гитару, из коробки из-под сигар. Позже, будучи подростком, он получил свое первое формальное музыкальное образование, научившись играть на трубе, укулеле и банджо, играл в школьной группе .
В 1935 году переехал в Калифорнию, работал уборщиком и шофером, а затем направился на север, на верфь в Вальехо во время Второй мировой войны, и погрузился в блюзовую сцену Bay Area. Начал серьёзно играть на гитаре только после переезда под влиянием творчества Ти-Боуна Уокера, который после долгих уговоров стал учить Крейтона игре на гитаре. Затем брал уроки у Джона Коллинза, участника трио Нэта Кинга Коула . В начале 1940-х присоединился к группе Count Otis Mathews' House Rockers, но вскоре сформировал собственное трио. В 1940-е играл на различных площадках Калифорнии. Среди музыкантов, с которыми Крейтон гастролировал или записывался в 1950-х и 1960-х годах, были Айвори Джо Хантер, Лоуэлл Фулсон, Гейтмут Браун и Рэй Чарльз
В 1947 году записал два сингла, которые были выпущены лишь после того, как Modern Records, с которой он подписал контракт на запись, в 1948 году выпустила инструментал «Blues After Hours» который в конце того же года достиг 1-го места в чарте Billboard R&B. В течение 1950-х он продолжал активно записывать синглы для разных лейблов в 1950-х годах, включая Imperial в Новом Орлеане, Vee-Jay в Чикаго и Jamie в Филадельфии. Синглы  «Texas Hop» (1948) достиг пятого места в Billboard R&B, а «I Love You So» (1949) шестого места. Запись «Do Unto Others»/«Every Dog Has A Day» 1954 года скорее всего первая вышедшая на пластинке запись, сделанная с использованием Fender Stratocaster 
Его дебютный альбом Pee Wee Crayton вышел в 1960 году. Один из обозревателей сказал об этом альбоме: «Он играл во многом как Ти-Боун Уокер, но более непредсказуемо, часто добавляя странные замены аккордов, большие джазовые аккорды, такие как уменьшенные септаккорды или нонаккорды, вставленные в конце блюзового риффа без всякой рифмы или причины». Однако популярность музыканта стала падать. Крейтон переехал на Средний Запад, где играл в клубах, на зарабатывал на жизнь различными другими работами, включая гольф-бизнес. В конце 1960-х вернулся в Лос-Анджелес и в 1970 году выступил с Джонни Отисом на джазовом фестивале в Монтерее. Ему удалось подписать контракт и второй альбом Крейтона Things I Used to Do был выпущен Vanguard Records в 1971 году. В 1970-е и 1980-е Крейтон выпустил ещё ряд успешных альбомов и активно гастролировал. Также он записывался как сайдмен, в частности с такими музыкантами как Лайтнин Хопкинс, Биг Джо Тернер и Диззи Гиллеспи .
Творчество Пи Ви Крейтона повлияло на многих музыкантов. Гитаристы Лоуэлл Фулсон, Джонни Хартсман, Микки Бейкер, Даг Маклеод и другие называли его источником вдохновения. Билли «The Kid» Эмерсон утверждал, что Элвис Пресли подсмотрел некоторые из своих движений на сцене, у Крейтона, увидев выступление Крейтона в Мемфисе, Теннесси. Гитарные риффы Крейтона послужили основой для некоторых песен Чака Берри. Вступительный гитарный рифф Крейтона в сингле 1954 года «Do Unto Others» был процитирован Джоном Ленноном в начале сингл-версии B-side «Revolution», выпущенного The Beatles на Apple Records в 1968 году .
Альбом 1984 года Early Hour Blues, записанный в 1984 году, в 2000 году был номинирована на Blues Music Awards в номинации «Перевыпущенный альбом»; сборник Texas Blues Jumpin' in Los Angeles: The Modern Music Sessions 1948—1951 в 2015 году был номинирован Blues Music Awards в номинации  «Исторический блюзовый альбом».
Долгое время проживавший в Лос-Анджелесе Пи Ви Крейтон умер там от инфаркта 25 июня 1985 года на одной неделе с Ти-Боуна Уокером с которым они дружили все годы со знакомства, а их гитарные баттлы на концертах привлекали большое внимание слушателей . Был похоронен на кладбище Инглвуд-Парк.
Один музыковед назвал его «формирователем блюзового звучания Западного побережья (вест-кост-блюза)» .
«Хотя он, безусловно, находился под неумолимым влиянием новаторской концепции электрогитары Ти-Боуна Уокера, Пи Ви Крейтон привнес в свою игру достаточно смелых инноваций, чтобы избежать ярлыка простого подражателя Ти-Бона. Записанный Крейтоном для Modern, Imperial и Vee-Jay материал содержит множество ослепительных, изумительно изобретательных гитарных работ, особенно в таких потрясающих инструментальных композициях, как „Texas Hop“, „Pee Wee’s Boogie“ и „Poppa Stoppa“, все из которых были гораздо более агрессивными, чем обычно позволял себе Уокер» .
«Пи Ви добавил немного сырости в стильный блюзовый подход Уокера и знания аккордов, почерпнутые у гитариста Джона Коллинза, включающие аккорды с использованием четырех пальцев» . 

## Дискография

### 10" (78-rpm) и 7" (45-rpm) синглы
- «After Hours' Boogie» / «Why Did You Go», Four Star Records| 1304 (1947, выпущен 1949)
- «Don’t Ever Fall in Love» / «Pee Wee Special», Gru-V-Tone 217 (1947, выпущен 1949)
- «Blues After Hours» / «I’m Still in Love with You», Modern Records 20-624 (1948)
- «Texas Hop» / «Central Avenue Blues», Modern 20-643 (1948)
- «Boogie Woogie Basement» / «Boogie Woogie Upstairs», Modern 20-657 (1949)
- «When Darkness Falls» / «Rock Island Blues», Modern 20-658 (1949)
- «The Bop Hop» / «I Love You So», Modern 20-675 (1949)
- «Long After Hours» / «Brand New Woman», Modern 20-707 (1949)
- «Old Fashioned Baby» / «Bounce Pee Wee», Modern 20-719 (1949)
- «Please Come Back» / «Rockin' the Blues», Modern 20-732 (1950)
- «Some Rainy Day» / «Huckle Boogie», Modern 20-742 (1950)
- «Answer to Blues After Hours» / «Louella Brown», Modern 20-763 (1950)
- «Good Little Woman» / «Dedicating the Blues», Modern 20-774 (1950)
- «Change Your Way of Lovin'» / «Tired of Travelin'», Modern 20-796 (1951)
- «Poppa Stoppa» / «Thinkin' of You», Modern 20-816 (1951)
- «When It Rains, It Pours» / «Daybreak», Aladdin Records 3112 (1951)
- «Cool Evening» / «Have You Lost Your Love for Me» Modern 20-892 (1952)
- «Crying and Walking» / «Pappy’s Blues», Recorded in Hollywood Records) 408 (1953)
- «I’m Your Prisoner» / «Baby, Pat the Floor», Recorded in Hollywood 426 (1953)
- «Steppin' Out» / «Hey Little Dreamboat», Hollywood 1055 (1953, released 1956)
- «Do Unto Others» / «Every Dog Has A Day», Imperial Records 5288 (1954)
- «Wino-O» / «Hurry, Hurry», Imperial 5297 (1954)
- «I Need Your Love» / «You Know, Yeah», Imperial 5321 (1954)
- «My Idea About You» / «I Got News for You», Imperial 5338 (1955)
- «Eyes Full of Tears» / «Runnin' Wild», Imperial 5345 (1954, выпущен 1955)
- «Yours Truly» / «Be Faithful», Imperial 5353 (1955)
- «Don’t Go» / «I Must Go On», Post 2007 (1955, выпущен 1956)
- «The Telephone Is Ringing» / «A Frosty Night», Vee Jay Records 214 (1956)
- «I Don’t Care» / «I Found My Peace of Mind», Vee Jay 252 (1957)
- «Is This the Price I Pay» / «Fiddle De Dee», Vee Jay 266 (1957)
- «Look Up and Live» / «Give Me One More Chance», Fox 102 (1959)
- «Tain’t Nobody’s Biz-Ness If I Do» / «Little Bitty Things», Jamie 1190 (1960, выпущен 1961)
- «I’m Still in Love with You» / «Time on My Hands», Guyden 2048 (1961)
- «Git to Gittin'» / «Hillbilly Blues», Smash Records 1774 (1962)

### LP и CD
- Pee Wee Crayton, Crown LP CLP-5175 (1960), P-Vine LP PLP-6625 (1991)
- Things I Used to Do, Vanguard 6566 (1971)
- Great Rhythm & Blues Oldies, Volume 5: Pee Wee Crayton, Blues Spectrum LP BS-105 (1974)
- Everyday I Have the Blues, Big Joe Turner with Crayton and Sonny Stitt, Pablo LP 2310—818 (1978)
- Have No Fear Joe Turner Is Here, Big Joe Turner and Crayton, Pablo LP 2310—863 (1981)
- Peace of Mind, Charly R&B LP CFM-601 (1982)
- Blues Guitar Genius: Pee Wee Crayton, Volume 1, Ace LP CH-23 (1982)
- Rocking Down on Central Avenue: Pee Wee Crayton, Volume Two, Ace LP CHA-61 (1982)
- Make Room for Pee Wee, Murray Brothers LP MB-1005 (запись августа 1983)
- Early Hour Blues, Murray Brothers LP MB-1007 (запись декабря 1984)
- Pee Wee Crayton: Memorial Album, Ace LP CHD-177 (1986)
- After Hours Boogie: Pee Wee Crayton and His Guitar, Blues Boy LP BB-307 (1988)
- Pee Wee’s Blues: The Complete Aladdin and Imperial Recordings, Capitol-EMI 36292 (1996)
- Blues After Hours: The Essential Pee Wee Crayton, Blues Encore 52045 (1996)
- The Modern Legacy, Volume 1, Ace CHD-632 (1996)
- Early Hour Blues, Blind Pig 5052 (1999)
- Blues Guitar Magic: The Modern Legacy, Volume 2, Ace CHD-767 (2000)
- Blues After Hours: The Essential Pee Wee Crayton, Indigo 2526 (2002)
- Texas Blues Jumpin' in Los Angeles: The Modern Music Sessions 1948—1951, Ace CHD-1400 (2014)
- The Pee Wee Crayton Collection 1947—1962, Acrobat ADDCD-3202 (2017)
- Texas Hop and Selected Singles (A’s & B’s): His Golden Decade 1947—1957, Jasmine JASMCD-3139 (2020)